# Christianisme en Tunisie
Le christianisme regroupe une petite minorité de la population en Tunisie. Après l'Islam, il s'agit de la deuxième religion du pays avec un nombre de croyants indéterminé en l'absence de statistiques officielles.

## Histoire

### Christianisme ancien
- Christianisme au Maghreb
- Ifriqiya, Province d'Afrique
- Littérature latine d'Afrique romaine
- Christianisme africain ancien

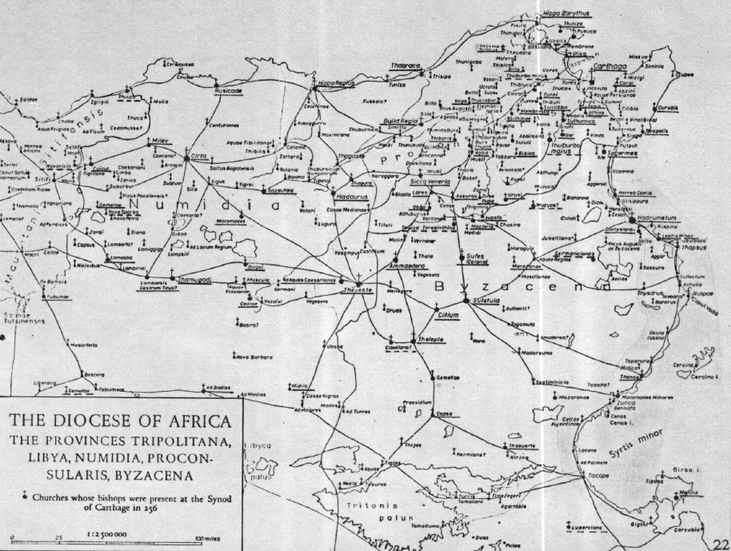
Carte des évêchés africains en 256.

- Église africaine des premiers siècles (en), Liste des sièges épiscopaux chrétiens en Afrique romaine (en)
- Archidiocèse de Carthage, Église de Carthage
- Royaume vandale (435-534) : arianisme, christianisme nicéen, chalcédonisme
- Exarchat de Carthage (591-698) (Empire byzantin)
- Liste de saints chrétiens d'Afrique du Nord
- Église africaine des premiers siècles (en)

#### Saints de Tunisie

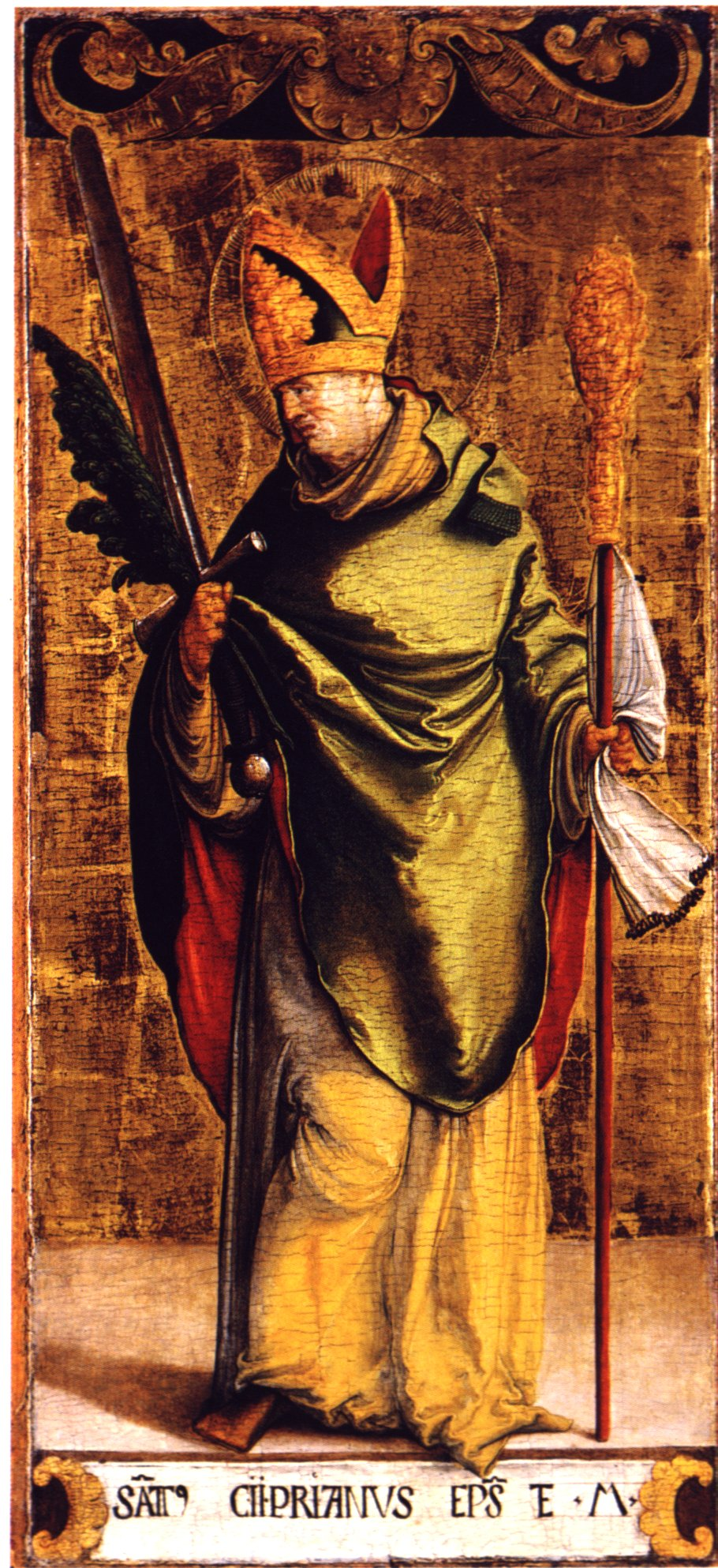
Saint Cyprien par Maître de Messkirch.

- Les Saints dit "martyrs scillitains" : Arrêtés à Scillium (Kasserine de nos jours), ces 12 personnes, 7 hommes (Spératus, Nartzalus, Cittinus, Veturius, Felix, Aquilinus, Laetantius) et cinq femmes (Januaria, Generosa, Vestia, Donata, Secunda) sont décapités à Carthage le 17 juillet 180. Les Actes de leur martyr sont le procès-verbal de l'audience et constituent la première littérature chrétienne d'Afrique.
- Saint Victor (140c-199), 14e pape et mort à Rome vers 199.
- Saintes Perpétua et Félicité : Après les martyrs scillitains, Perpétua et Félicité sont parmi les premières martyres chrétiennes d'Afrique romaine dont la mort soit documentée, au côté de quatre hommes : Saturus, Revocatus, Saturninus et Secundulus. Ils sont morts dans l'amphithéatre à Carthage en 203. Les portions de la "Passion de Perpétua et Félicité" rapportant les pensées et rêves de Perpétua et celui de Saturus sont considérés comme des récits originaux et il semble que la section rédigée par Perpétua soit l'un des rares écrits laissé par une femme durant l'Empire romain[1].
- Saint Cyprien (200-258), évêque de Carthage et Père de l'Église, mort en martyr à Carthage.
- Saint Miltiade (250c-314), originaire d'Afrique romaine, 32e pape, mort en 314 à Rome.
- Saint Domnin (320c-379), né en Afrique proconsulaire, est le premier évêque de Digne-les-Bains. Il est mort en 379.
- Saint Marcellin (360c-413), né à Tolède et mort en martyr à Carthage à Rome.
- Sainte Julie (420-450), née à Carthage, sainte patronne de la Corse, morte en martyre à Nonza.
- Saint Quodvultdeus (390c-454), évêque de Carthage déclaré saint et confesseur de la foi. Il est mort à Naples.
- Saint Deogratias ?-457), évêque de Carthage, mort à Carthage.
- Saint Octavien, archidiacre mort en martyr à Carthage en 484[2].
- Saint Victorien, proconsul de Carthage mort en martyr en 484[3].
- Saint Gélase (410c-492), né en Afrique romaine ou seulement originaire de cette province, est le 49e pape.
- Saint Eugène (440c-505), évêque de Carthage persécuté sous les rois vandales Hunéric et Gunthamund, mort près d'Albi.
- Saint Fulgence (462c-530c), évêque de la ville antique de Ruspe en Tunisie, à l'époque en Byzacène romaine dominée par les vandales, mort à Ruspe 1er janvier 527 ou 533.

### Islamisation
- Conquête musulmane du Maghreb (647-709)
- Tunisie à l'époque médiévale, Hilaliens, arabisation, islamisation

Des communautés chrétiennes ont subsisté, souvent difficilement.
- Expédition normande sur Djerba et Mahdia, Royaume d'Afrique (1135-1160, Baronnage italo-normand, Royaume de Sicile)

### Période ottomane
- Conquête de Tunis (1574), Tunisie ottomane, Régence de Tunis (1574-1705), échelles du Levant, Compagnie du Levant
- Esclavage dans l'Empire ottoman, esclavage en Tunisie
- Beylicat de Tunis (1705-1881)

### Période française (protectorat)
- Conquête de la Tunisie par la France (1881), Protectorat français de Tunisie (1881-1956)
- Procession de la Madone de Trapani (Tunis)
- Liste des églises catholiques de Tunisie
- Mouvement national tunisien (1850c-1964), Néo-Destour (1934-1964)

Les trente premières années du protectorat développent la colonisation d'origine européenne, principalement chrétienne.

### Indépendance
- Histoire de la Tunisie depuis 1956
- Révolution tunisienne (2010-2011)

L'indépendance provoque le départ des populations d'origine européenne, principalement chrétiennes.

### Époque contemporaine
L'Église catholique en Tunisie, autorisée par la Constitution de la Tunisie (de 2014 et de 2022, dans certaines limites, et sans prosélytisme), regrouperait 20 100 croyants déclarés (2007), dont 500 pratiquants. La totalité des chrétiens déclarés, de toute dénomination, se monterait à environ 30 000 personnes dans les années 2020, soit environ 0,25 % de la population du pays (12 millions).
Le Grand Séminaire de Tunis (en), créé en 1881, est fermé en 1964.
La Conférence des évêques de la région Nord de l'Afrique (CERNA) est fondée en 1966.
Fouad Twal (1940-), évêque arabe bédouin jordanien, est nommé évêque-prélat de Tunis en 1992, puis promu en 1995 archevêque-évêque de Tunis à la suite de l'élévation de la prélature territoriale de Tunis en évêché.
La communauté chrétienne catholique de Tunisie reçoit en 1996 la visite du pape Jean-Paul II, qui a appelé à un dialogue pacifique entre musulmans et chrétiens en Afrique du Nord,.
- Archidiocèse de Carthage, créé vers 50, supprimé en 1964
- Bibliothèque diocésaine de Tunis (2001)
- Archidiocèse de Tunis (2010), anciennement vicariat apostolique (1843), puis prélature territoriale (1964)

Après 2000, le prosélytisme religieux chrétien, particulièrement évangéliste, paraît important, même s'il demeure discret,.

## État actuel

### Cadre légal
La constitution tunisienne garantit la liberté de conscience et la liberté de culte d'après son article 6. Comme leurs concitoyens non-musulmans, les tunisiens chrétiens n'ont pas accès à la fonction de président de la République, d'après l'article 74 de constitution.
Même s'il n'existe pas de loi l'interdisant explicitement, le prosélytisme est interdit au nom de l'ordre public.

### Démographie

#### Estimation
En l'absence de statistiques officielles sur les religions en Tunisie, le nombre précis de chrétiens est indéterminé. Mais différentes estimations ont été effectuées par diverses organisations à travers le temps. Ainsi, selon le World Factbook, les chrétiens en Tunisie étaient 92 453 en 1997, soit 1 % de la population tunisienne de l'époque. Pour 2010, le Département d'État des États-Unis les estime à 25 000 personnes. Pour 2004, l'archidiocèse de Tunis dénombre 20 000 catholiques. La minorité chrétienne, constituée principalement d'étrangers, possède un petit nombre d'écoles et d'églises. Le christianisme est ainsi la deuxième religion du pays. En 2013, quelque 35 000 personnes de 80 nationalités différentes constituent la communauté chrétienne.

#### Expatriés et immigrés
Les résidents étrangers constituent la majeure partie de la communauté chrétienne en Tunisie. Ils proviennent principalement d'Afrique subsaharienne et ensuite d'Europe.

#### Convertis locaux
Il existe des communautés de convertis tunisiens. Même si ce mouvement n'est toujours pas quantifié, il existe des publications de travaux scientifiques pour l'étudier,,,,,.

### Droits de l'homme
Sur le plan des droits de l'homme, la situation des chrétiens étrangers et des chrétiens tunisiens n'est pas similaire. Si les premiers jouissent d'une relative liberté, des ONG alertent sur les violations que les chrétiens tunisiens subissent. Ainsi des témoignages relatant intimidations policières, discriminations sociales et pression familiale sont régulièrement répertoriés,,. Ainsi, d'après l'ONG Portes ouvertes, la Tunisie est classée 26e pays dans son index mondial de persécution des chrétiens en 2021. En outre, des poursuites judiciaires pour prosélytisme, qui touchent aussi des étrangers, sont possibles de nos jours.

## Communautés chrétiennes

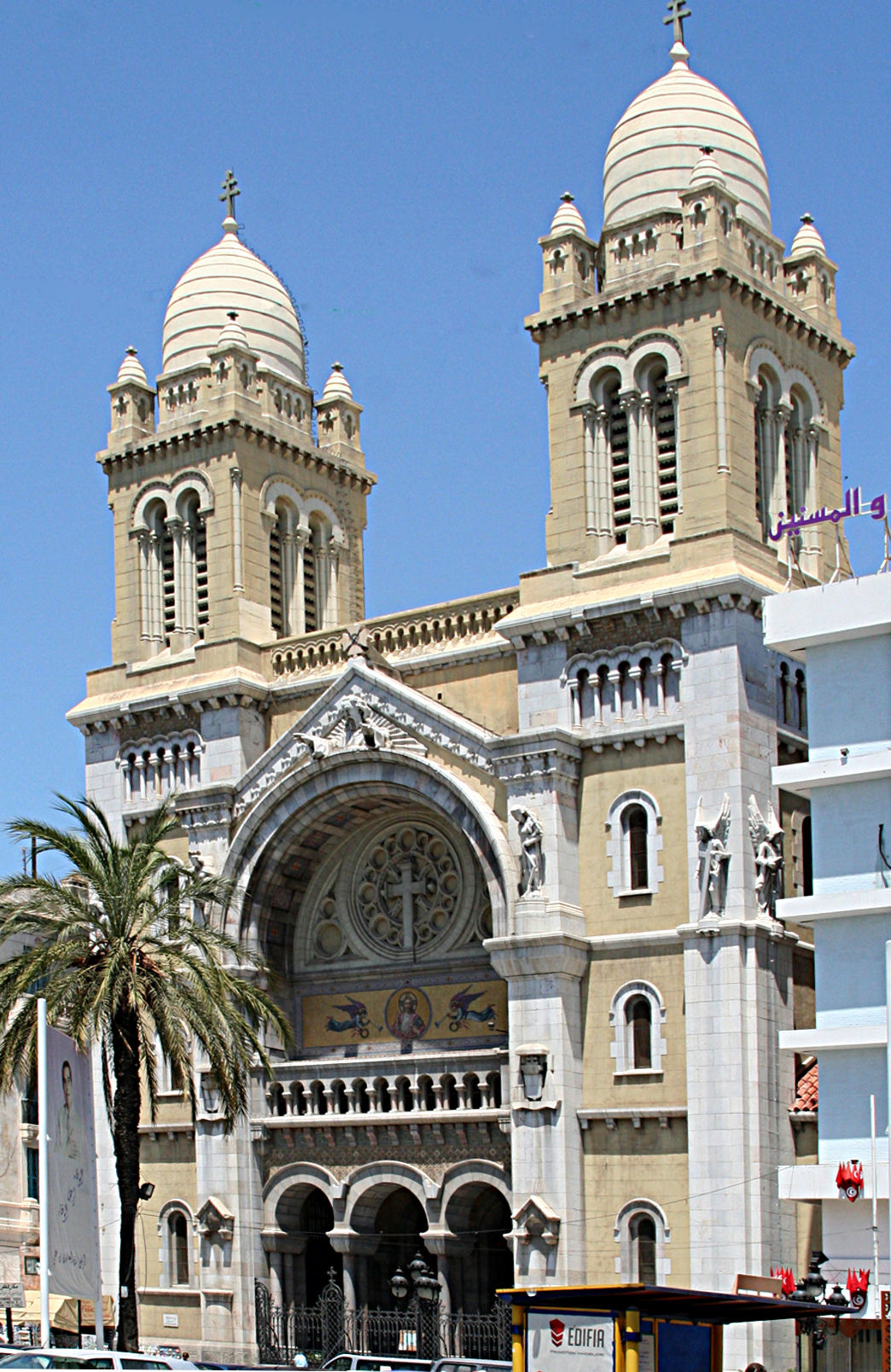
Cathédrale Saint-Vincent-de-Paul de Tunis

### Église catholique
L'Église catholique de Tunisie ne dispose que d'un seul diocèse, à savoir l'archidiocèse de Tunis. En conséquence, la cathédrale Saint-Vincent-de-Paul et Sainte-Olive de Tunis est la seule du pays. L'archidiocèse de Tunis possède aussi 12 églises qui se trouvent à Bizerte, Djerba, Gabès, la Goulette, Hammamet, la Marsa, Nabeul, Sfax, Sousse et Tunis. En outre, l'archidiocèse gère 9 écoles, plusieurs bibliothèques et 2 dispensaires. Il existe plusieurs congrégations catholiques en Tunisie comme les Pères blancs qui gèrent l'Institut des belles lettres arabes ou l'institut du Verbe incarné qui occupe le monastère bienheureux Charles de Foucauld à la Marsa. En outre, Caritas Tunisie est la principale association catholique en Tunisie et elle est d'ailleurs la seule habilitée à rendre visite aux prisonniers chrétiens.

### Église orthodoxe
L'Église orthodoxe est présente en Tunisie à travers :
- L'Église grecque orthodoxe qui dispose de l'Église orthodoxe Saint-Georges de Tunis où siège la métropole orthodoxe de Carthage, l'église Saint-Nicolas à Djerba et une église à Sfax[27],[28].
- L'Église orthodoxe russe qui dispose de deux églises en Tunisie : l'église de la Résurrection de Tunis et l'église Saint-Alexandre-Nevski de Bizerte.

### Églises protestantes

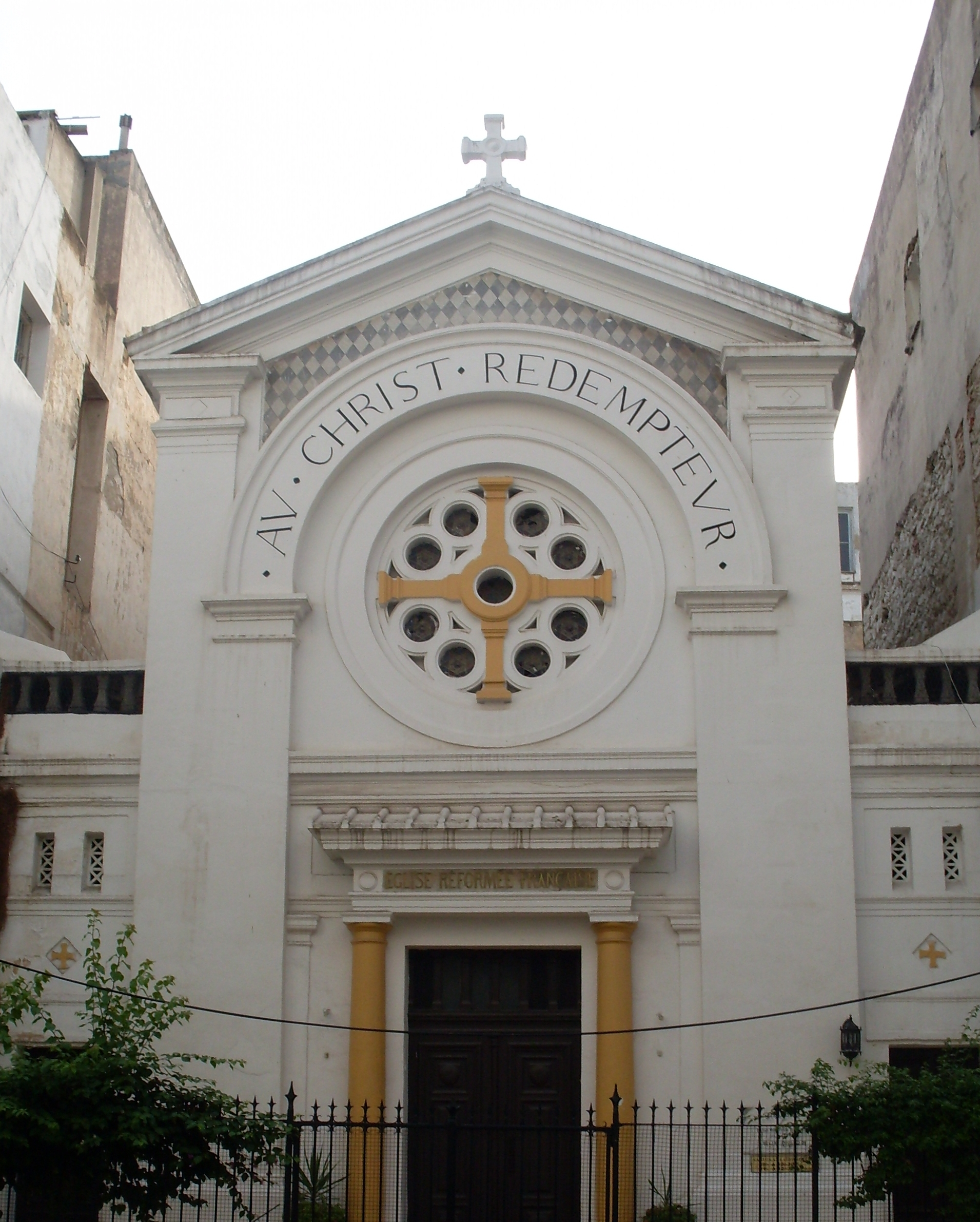
Église réformée du Christ-Rédempteur

Plusieurs Églises protestantes sont présentes en Tunisie.
- L'Église anglicane dispose de l'Église anglicane Saint-Georges de Tunis.
- L'Église réformée dispose de l'église réformée du Christ-Rédempteur à Tunis, ainsi que de temples à l'Aouina, Nabeul, Sfax et Sousse[29].

Outre ces églises officielles, il existe plusieurs églises de maison, notamment évangéliques, dans le pays,.

#### Christianisme ancien
- Martyrs scillitains (180), Martyrs d'Abitène (304), Liste de saints chrétiens d'Afrique du Nord
- Église de Carthage, Conciles de Carthage (251-256), Concile de Cirta (305), Conférence de Carthage (412)
- Donatisme (hérésie), Donatus Magnus (273-355), Augustin d'Hippone (354-430), Optat de Milève
- Littérature latine d'Afrique romaine